# Uğur Boral
Uğur Boral, né le 14 avril 1982 à Istanbul, est un footballeur international turc, qui évoluait sur le côté gauche, que ce soit en défense, au milieu ou en attaque.

## En club
Il commence sa carrière au G.O.P Karadenizspor comme amateur en 1995. Il goûte cependant au haut niveau avec le Kocaelispor et connait de nouveau un transfert au Gençlerbirliği. Prêté en 2004 au Ankaraspor, il devient champion de Turquie de seconde division, puis reviendra en fin de saison au G.Birliği. Il reste chez le club ankariote jusqu'en juin 2006. Ses récentes performances inciteront l'un des grands clubs turcs le Fenerbahçe Istanbul à le transférer. Coupé au milieu par la star Tuncay Şanlı ses rares apparitions se furent en tant qu'arrière gauche. Depuis le départ de Tuncay en juillet 2007 pour l'Angleterre Uğur Boral a retrouvé son poste au milieu et se révèle récemment. Il est aujourd'hui un incontournable du club. Il arbore le numéro 25. En été 2012 il est transféré au Besiktas JK et il va toucher 700 000 euros par an.

## Sélection nationale
Il connaît sa première sélection en amicale face à la République tchèque le 1er mars 2006 à Izmir. Disputant l'Euro 2008, il marque son premier but en équipe nationale lors de la demi-finale perdue face à l'Allemagne. 

## Problèmes judiciaires
Le 13 juin 2018, durant les purges suivant la tentative de coup d'État de 2016 en Turquie, il fait partie d'un groupe de 6 ex-footballeurs - avec Bekir İrtegün, Zafer Biryol, Ömer Çatkıç, Ersin Güreler et Ismail Sengül - accusés d'être liés à la tentative de putsch, car ils seraient « le bras footballistique » de Fethullah Gülen. Ils risquent tous entre 7 ans et demi et 15 ans de prison pour « appartenance à un groupe terroriste ».

## Statistiques

### Buts internationaux
| 0   | Date         | Lieu                             | Compétition                | Résultat | Adversaire | Détail | Détail         | Détail | Sél. |
| --- | ------------ | -------------------------------- | -------------------------- | -------- | ---------- | ------ | -------------- | ------ | ---- |
| 1er | 25 juin 2008 | Parc Saint-Jacques, Bâle, Suisse | Demi-finale de l'Euro 2008 | P 3-2    | Allemagne  | 22e    | du pied gauche | 0-1    | 10e  |

## Palmarès

### En club
| Fenerbahçe - Championnat de Turquie - Champion en 2007 et 2011 - Supercoupe de Turquie - Vainqueur en 2007 (en) et 2009 (en) |

### En sélection
| Turquie - Championnat d'Europe - Demi-finaliste en 2008 |